# Liste der Biografien/Eid
Liste der Biografien |
Portal Biografien |
Personensuche
# |
A |
B |
C |
D |
E |
F |
G |
H |
I |
J |
K |
L |
M |
N |
O |
P |
Q |
R |
S |
T |
U |
V |
W |
X |
Y |
Z |
?
 
Ea |
Eb |
Ec |
Ed |
Ee |
Ef |
Eg |
Eh |
Ei |
Ej |
Ek |
El |
Em |
En |
Eo |
Ep |
Eq |
Er |
Es |
Et |
Eu |
Ev |
Ew |
Ex |
Ey |
Ez
 
Eia |
Eib |
Eic |
Eid |
Eie |
Eif |
Eig |
Eih |
Eij |
Eik |
Eil |
Eim |
Ein |
Eip |
Eir |
Eis |
Eit |
Eiv |
Eix |
Eiy |
Eiz
Die Liste der Biografien führt alle Personen auf, die in der deutschsprachigen Wikipedia einen Artikel haben. Dieses ist eine Teilliste mit 109 Einträgen von Personen, deren Namen mit den Buchstaben „Eid“ beginnt.

## Eid
- Eid, Ahmed (* 2001), ägyptischer Fußballspieler
- Eid, Ali (1940–2015), libanesischer Alawitenpolitiker
- Eid, Anne Berit (* 1957), norwegische Orientierungsläuferin
- Eid, Daniel (* 1998), norwegischer Fußballspieler
- Eid, Émile (1925–2009), libanesischer Kurienbischof der Maroniten
- Eid, François (* 1943), libanesischer Ordensgeistlicher, emeritierter maronitischer Bischof von Kairo
- Eid, Line (1907–1985), deutsche Fürsorgerin
- Eid, Ludwig (1865–1936), Priester, Oberstudienrat pfalz-bayerischer Historiker, Autor
- Eid, Mahmoud (* 1993), schwedisch-palästinensischer Fußballspieler
- Eid, Michael (* 1963), deutscher Psychologe, Glücksforscher und Hochschullehrer
- Eid, Odette (1922–2019), libanesisch-brasilianische Bildhauerin
- Eid, Rana (* 1976), libanesische Sounddesignerin und Filmemacherin
- Eid, Raymond (1930–2012), libanesischer Geistlicher, Erzbischof von Damaskus
- Eid, Rifaat, libanesischer Alawitenpolitiker
- Eid, Uschi (* 1949), deutsche Politikerin (Bündnis 90/Die Grünen), MdBUschi Eid (* 1949)

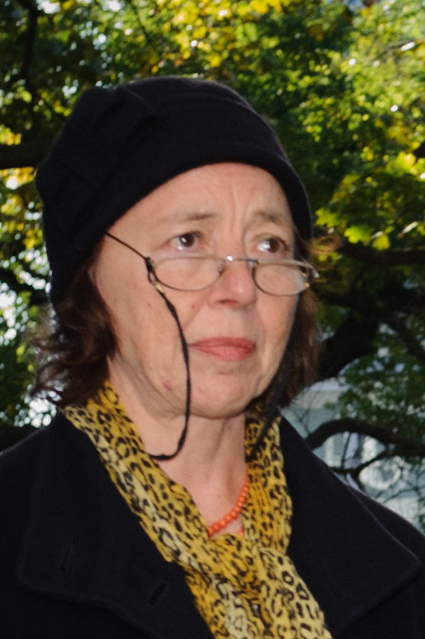
Uschi Eid (* 1949)

- Eid, Volker (1940–2022), römisch-katholischer deutscher Moraltheologie

### Eida
- Eidam, Eduard (1845–1901), deutscher Botaniker und Mykologe
- Eidam, Gerd (* 1941), deutscher Dichterjurist
- Eidam, Heinrich (1849–1934), deutscher Obermedizinalrat
- Eidam, Klaus (1926–2006), deutscher Dramaturg
- Eidam, Lutz (* 1975), deutscher Jurist
- Eidam, Wilhelm (1908–1993), deutscher Maler und Kunsterzieher
- Eidams, René (* 1989), deutscher Dartspieler

### Eide
- Eide, Anders (* 1971), norwegischer Skilangläufer
- Eide, Carl-Michael, norwegischer MusikerCarl-Michael Eide

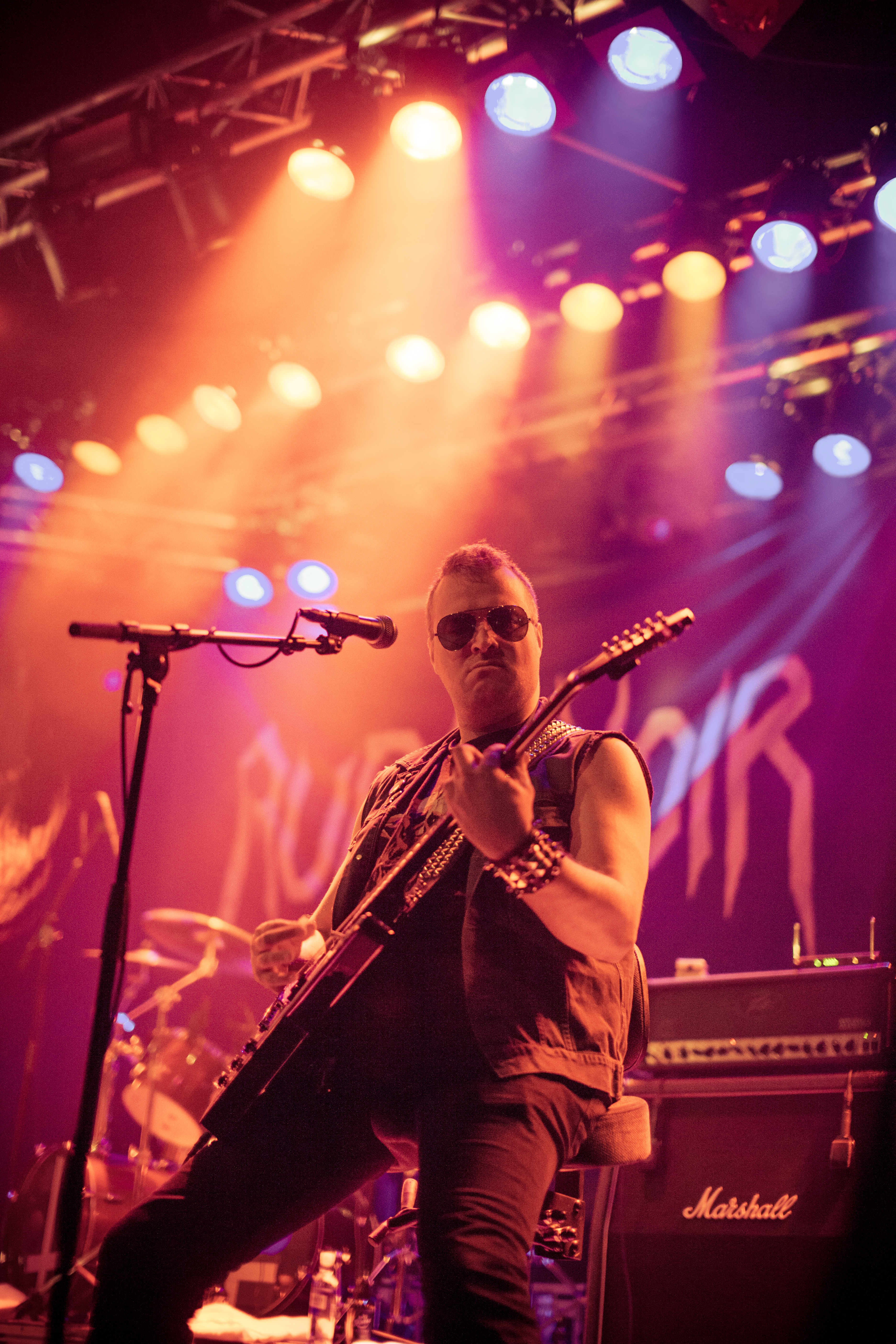
Carl-Michael Eide

- Eide, Espen Barth (* 1964), norwegischer politischer Wissenschaftler und Politiker
- Eide, Hans Engelsen (* 1965), norwegischer Freestyle-Skisportler
- Eide, Kai (* 1949), norwegischer Diplomat
- Eide, Linda (* 1969), norwegische Journalistin, Schriftstellerin und Fernsehmoderatorin
- Eide, Mari (* 1989), norwegische Skilangläuferin
- Eide, Øyvind, norwegischer Wissenschaftler
- Eide, Petter (* 1959), norwegischer Verbandsfunktionär und Politiker
- Eide, Vigleik (1933–2011), norwegischer General und Diplomat
- Eidefjäll, Ivar (1921–2011), schwedischer Fußballspieler
- Eidekorn, Steve (* 1992), deutscher Sportschütze
- Eidel, Philippe (1956–2018), französischer Produzent, Regisseur und Komponist
- Eidelberg, Ludwig (1898–1970), österreichisch-amerikanischer Psychoanalytiker
- Eidelheit, Meier (1910–1943), polnischer Mathematiker
- Eidelman, Cliff (* 1964), US-amerikanischer Filmkomponist und Dirigent
- Eidelman, Leonid (* 1952), israelischer Arzt und ärztlicher Standespolitiker
- Eidelschtein, Mark Alexandrowitsch (* 2002), russischer SchauspielerMark Alexandrowitsch Eidelschtein (* 2002)

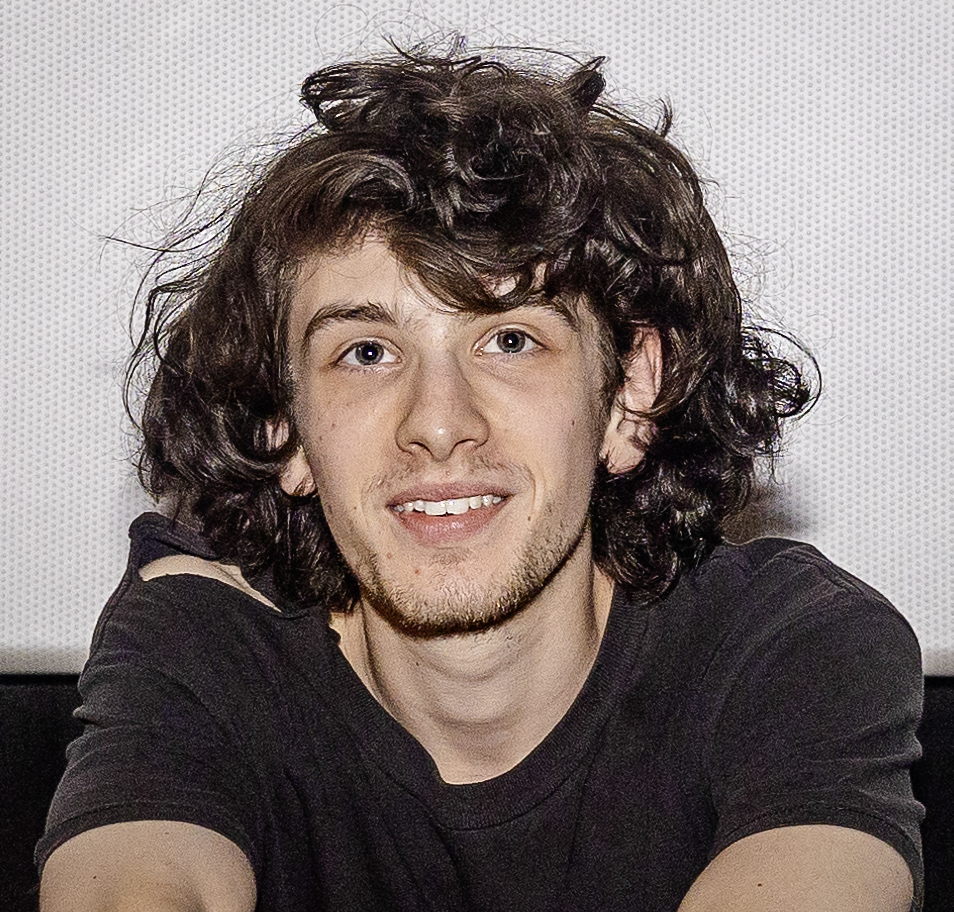
Mark Alexandrowitsch Eidelschtein (* 2002)

- Eidem, Erling (1880–1972), schwedischer Geistlicher und Erzbischof
- Eidem, Odd (1913–1988), norwegischer Schriftsteller
- Eidemanis, Roberts (1895–1937), sowjetischer Korpskommandant und lettischer Schriftsteller
- Eidemüller, Dirk, deutscher Wissenschaftsjournalist und Buchautor
- Eiden, Friedrich (1925–2017), deutscher Chemiker
- Eiden, Hanns-Christoph (* 1956), deutscher Jurist
- Eiden, Hans (1901–1950), deutscher Politiker (KPD), MdL und Widerstandskämpfer
- Eiden, Nikolaus (1901–1956), deutscher Politiker (NSDAP), MdR
- Eiden, Peter (* 1831), preußischer Notar und 1891 vertretungsweise Landrat des Kreises Waldbröl
- Eiden, Reiner (1932–2018), deutscher Physiker und Hochschullehrer
- Eiden-Offe, Patrick (* 1971), deutscher Literatur- und Kulturwissenschaftler
- Eidenbenz, Basil (* 1993), Schweizer Filmschauspieler
- Eidenbenz, Elisabeth (1913–2011), Schweizer Lehrerin
- Eidenbenz, Hans (1900–1987), Schweizer Skisportler
- Eidenbenz, Hermann (1902–1993), Schweizer Graphiker und Briefmarkenkünstler
- Eidenbenz, Johann Christian Gottlob (1761–1799), deutscher Komponist
- Eidenberger, Josef (1899–1991), österreichischer Maler
- Eidenberger, Josef (* 1951), österreichischer Politiker (SPÖ), Landtagsabgeordneter
- Eideneier, Hans (* 1937), deutscher Byzantinist und Neogräzist
- Eideneier-Anastassiadi, Niki (* 1940), deutsch-griechische Übersetzerin und Verlegerin
- Eidenmüller, Horst (* 1963), deutscher Rechtswissenschaftler
- Eidens, Christoph (1958–2005), deutscher Jazzvibraphonist
- Eidenschink, Klaus (* 1959), deutscher römisch-katholischer Theologe und Coach
- Eidenschink, Otto (1911–2004), deutscher Bergsteiger
- Eidesgaard, Jóannes (* 1951), färöischer Politiker, Mitglied des Folketing
- Eidestedt, Richard (* 1987), schwedisch-englischer Badmintonspieler

### Eidh
- Eidhammer, Ole Christian (* 1965), norwegischer Skispringer
- Eidherr, Armin (* 1963), österreichischer Jiddist, Germanist und Schriftsteller
- Eidherr, Werner (* 1941), österreichischer Bankmanager

### Eidi
- Eidig, Hans (* 1804), Wilddieb in der Lüneburger Heide
- Eidinger, Lars (* 1976), deutscher SchauspielerLars Eidinger (* 1976)

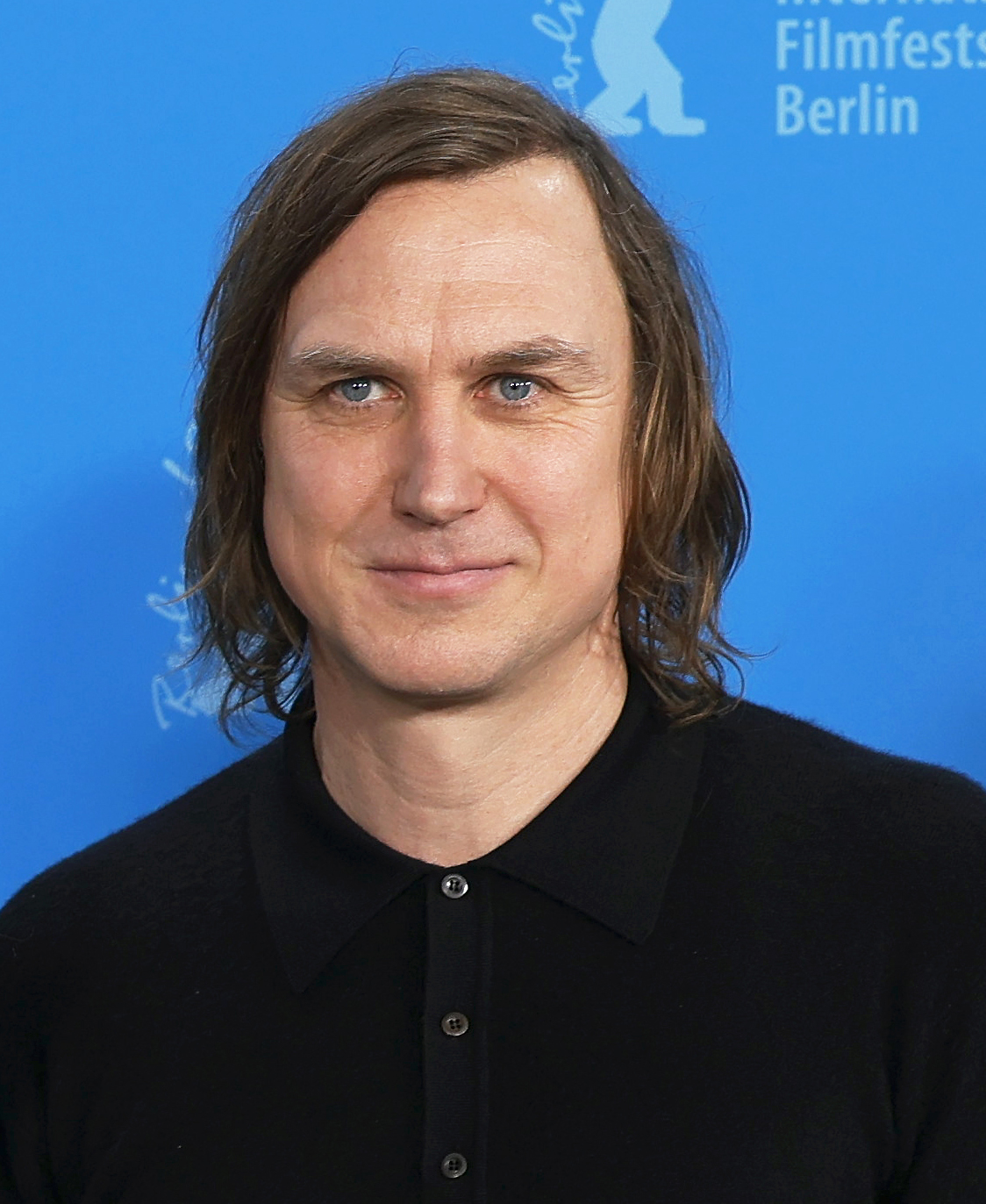
Lars Eidinger (* 1976)

- Eidinger, Stefan (* 1962), deutscher Fußballspieler
- Eiðisgarð, Sólja (* 1993), färöische Fußballspielerin

### Eidl
- Eidler, Thomas (* 1976), österreichischer Fußballtrainer
- Eidlitz, Johannes (1920–2000), österreichischer Widerstandskämpfer, Journalist und Mitbegründer der ÖVP
- Eidlitz, Karl (1894–1981), österreichischer Schauspieler, Theaterregisseur und Dramaturg
- Eidlitz, Leopold (1823–1908), österreichisch-amerikanischer Architekt
- Eidlitz, Walther (1892–1976), österreichischer Dramatiker

### Eidm
- Eidman, Igor Wilenowitsch (* 1968), russischer SoziologeIgor Wilenowitsch Eidman (* 1968)

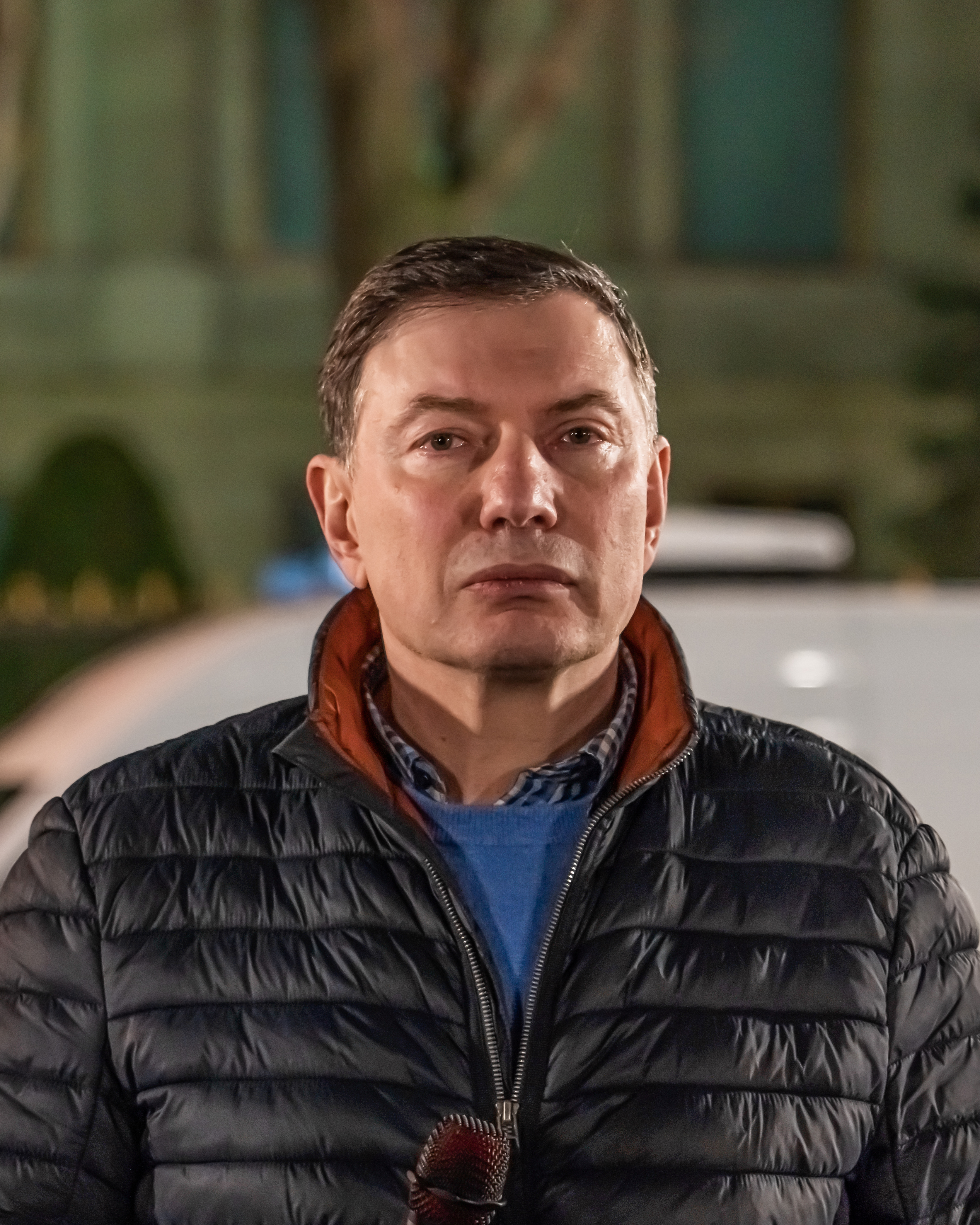
Igor Wilenowitsch Eidman (* 1968)

- Eidmann, Dieter (1940–2017), deutscher Bildhauer, Maler, Schmuckgestalter und Fotograf
- Eidmann, Hermann August (1897–1949), deutscher Entomologe
- Eidmann, Pia (* 1984), deutsche Feldhockeyspielerin
- Eidmann, Ricarda Jo. (* 1963), deutsche Autorin und Malerin

### Eidn
- Eidner, Dennis (* 1989), deutscher Wasserballspieler
- Eidner, Werner (* 1923), deutscher Politiker (SED)

### Eido
- Eido I. (955–1015), Bischof von Meißen
- Eido II., Bischof von Meißen
- Eido, Walid (1942–2007), libanesischer Politiker und Richter (1967–2000)
- Eidolf, Jenny (* 1971), schwedische Freestyle-Skierin
- Eidous, Marc-Antoine, französischer Übersetzer und Beiträger zur Encyclopédie

### Eidr
- Eidrigevičius, Stasys (* 1949), litauischer Grafiker, Maler und Lichtbildner

### Eids
- Eidsheim, Filip (* 1990), norwegischer Radrennfahrer
- Eidsheim, Torill (* 1970), norwegische Politikerin
- Eidson, Chuck (* 1980), US-amerikanischer Basketballspieler
- Eidsvåg, Bjørn (* 1954), norwegischer Sänger und Songwriter
- Eidsvig, Bernt Ivar (* 1953), norwegischer Ordensgeistlicher und römisch-katholischer Bischof von Oslo

### Eidt
- Eidt, Elinor (* 1987), deutsche Theater- und Fernsehschauspielerin
- Eidt, Emilia (* 2004), deutsche Schauspielerin
- Eidt, Johannes (* 1936), deutscher Maler und Grafiker
- Eidt, Martin (1914–2005), deutscher Jurist
- Eidt, Stephanie (* 1966), deutsche Theater- und Filmschauspielerin

### Eidu
- Eiduk, Alexander Wladimirowitsch (1886–1938), sowjetischer Revolutionär lettischer Herkunft
- Eiduka, Patrīcija (* 2000), lettische Skilangläuferin
- Eidukevičius, Nerijus (* 1970), litauischer Manager und Politiker, stellvertretender Wirtschaftsminister
- Eidukonytė, Joana (* 1994), litauische Tennisspielerin
- Eiduks, Valts (* 1986), lettischer Skilangläufer
- Eiður Guðjohnsen (* 1978), isländischer FußballspielerEiður Guðjohnsen (* 1978)

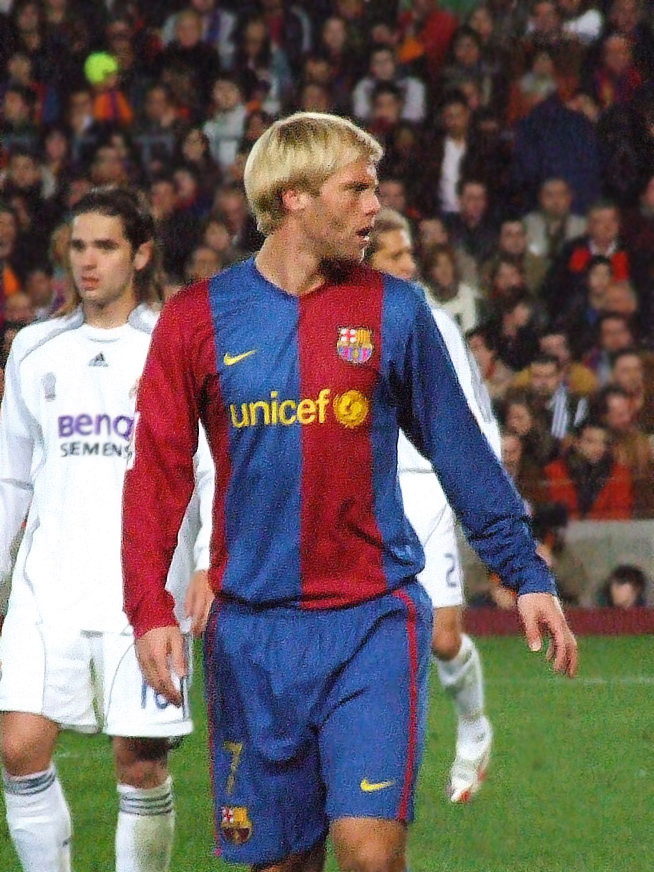
Eiður Guðjohnsen (* 1978)

- Eiður Sigurbjörnsson (* 1990), isländischer Fußballspieler